# Enda Walsh

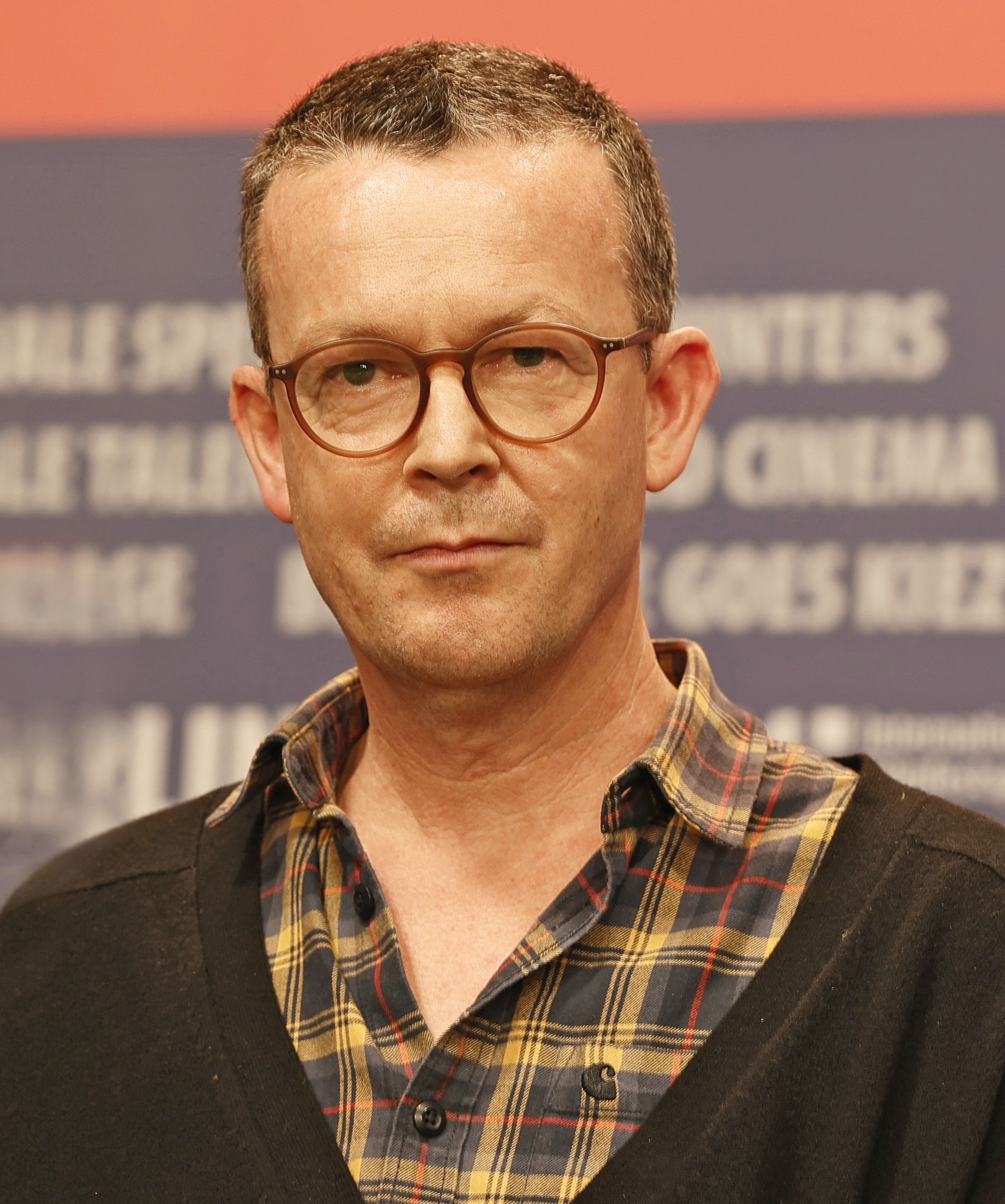
Enda Walsh (2024)

Enda Walsh (* 1967 in Dublin) ist ein irischer Dramatiker und Hörspielautor.

## Leben
Enda Walsh wuchs als Sohn eines Möbelhändlers in North Dublin auf und besuchte dort die Greendale Community School. Der Schriftsteller Roddy Doyle war dort einer seiner Lehrer. Nach dem Schulabschluss studierte er Film in Dublin und London. 1991 zog er nach Cork und beteiligte sich als Dramatiker an der vom Regisseur Pat Kiernan gegründeten Corcadora Theatre Company. Mit seinem 1996 uraufgeführten dritten Drama Disco Pigs, das 2001 von Kirsten Sheridan verfilmt wurde, schaffte er den europaweiten Durchbruch als Dramatiker. Aufgrund von Überarbeitung litt Walsh 1999 an einem ernsthaften Erschöpfungssyndrom, von dem er sich aber wieder erholte. Für sein 2004 an den Münchner Kammerspielen uraufgeführtes Stück The New Electric Ballroom wählten ihn die deutschsprachigen Theaterkritiker zum „Ausländischen Dramatiker des Jahres 2005“.
Walsh arbeitet neben seiner Tätigkeit als Theater-, Rundfunk- und Drehbuchautor auch als Schauspieler und Regisseur. So bestritt er die Uraufführung seines Stücks Misterman selbst und inszenierte 2005 die deutschsprachige Erstaufführung von Chatroom an den Münchner Kammerspielen.
Walsh ist verheiratet und lebt mit seiner Frau in London.

## Werke
Dramen
- Fishy Tales (Uraufführung 1993, Dublin)
- The Ginger Ale Boy (Uraufführung 1995, Cork)
- Disco Pigs (Uraufführung 1996, Cork; deutschsprachige Erstaufführung 1998 Hamburg; 2001 nach einem Drehbuch Walshs verfilmt)
- Sucking Dublin (Uraufführung 1997, Dublin)
- Misterman (Uraufführung 1999, Cork; deutschsprachige Erstaufführung 2000, Berlin)
- Bedbound (Uraufführung 2000, Mailand; deutschsprachige Erstaufführung 2001, München)
- The New Electric Ballroom dt. von Peter Torberg (Uraufführung 2004, München)
- Fraternity (Uraufführung 2004, Zürich)
- The Small Things (Uraufführung 2005, London)[1]
- Chatroom (Uraufführung 2005, London; deutschsprachige Erstaufführung 2005, München; Österreichische Erstaufführung 2006, Wien; 2006 Hörspielfassung vom NDR)
- Pond Life Angels (Uraufführung 2005, Cork)
- The Walworth Farce (Uraufführung 2006, Galway)
- Gentrification (Uraufführung 2007, Bern)
- The Homefront (deutschsprachige Erstaufführung 2008, Bern)[2]
- Penelope (Uraufführung 2010, Oberhausen)[3]
- Ballyturk (Uraufführung 2014, Galway, Black Box Theatre)
- Medicine (Uraufführung 4. August 2021, Edinburgh International Festival)

Musicals
- Once (Uraufführung 2011, New York)
- Lazarus (Musik und Songtexte von David Bowie, Uraufführung 2015), dt. Peter Torberg, Felix Bloch Erben, 2017.

Opernlibretti
- The Last Hotel (2015); Musik von Donnacha Dennehy
- The Second Violinist (2017); Musik von Donnacha Dennehy

Hörspiele
- Four Big Days in the Life of Dessie Banks (2000)
- The Monotonous Life of Little Miss P (2002)

Filme
- 2001: Disco Pigs – Drehbuch
- 2008: Hunger – Drehbuch
- 2010: Chatroom –  Drehbuch
- 2022: The House – Drehbuch
- 2024: Small Things Like These – Drehbuch